# 留萌ラジオ中継局

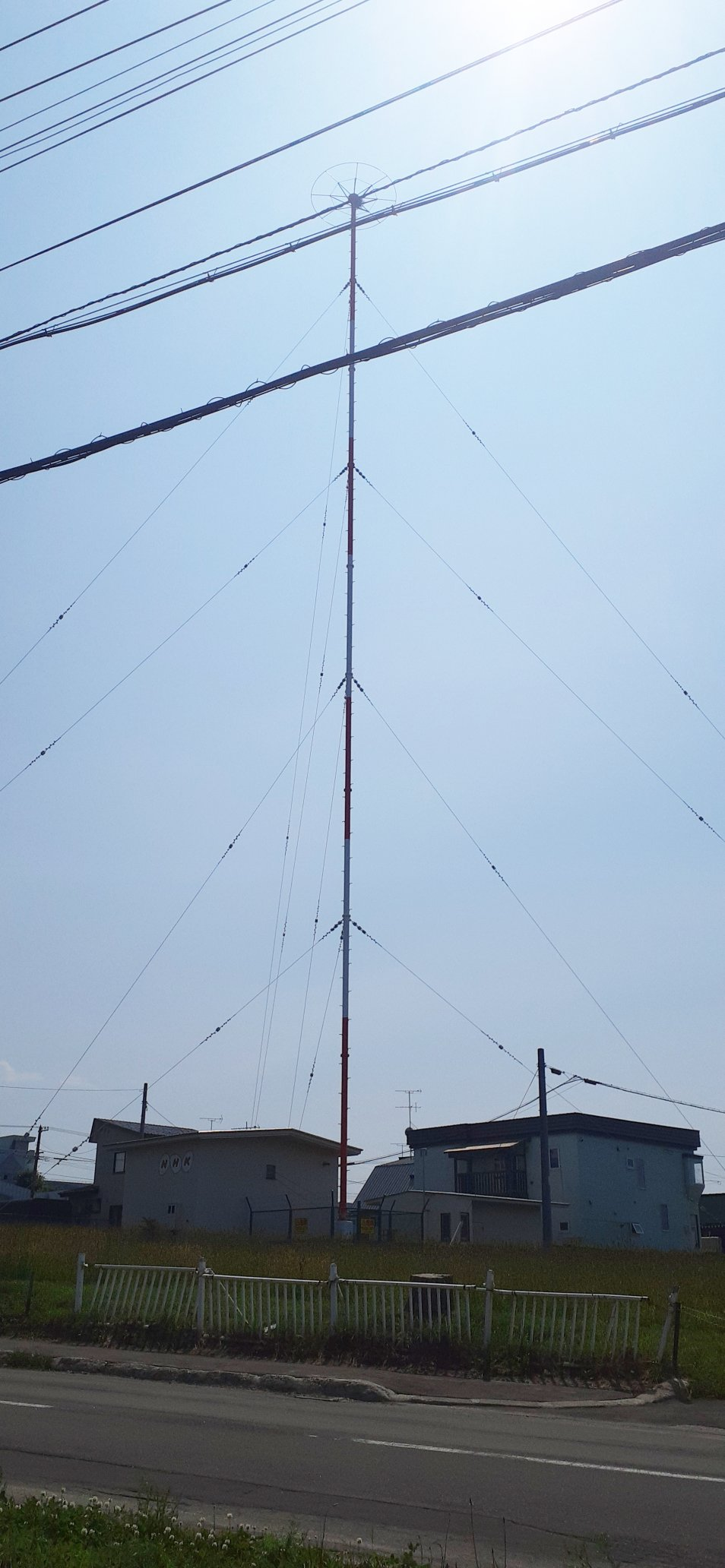
北海道留萌市にあるNHK旭川放送局の中継局

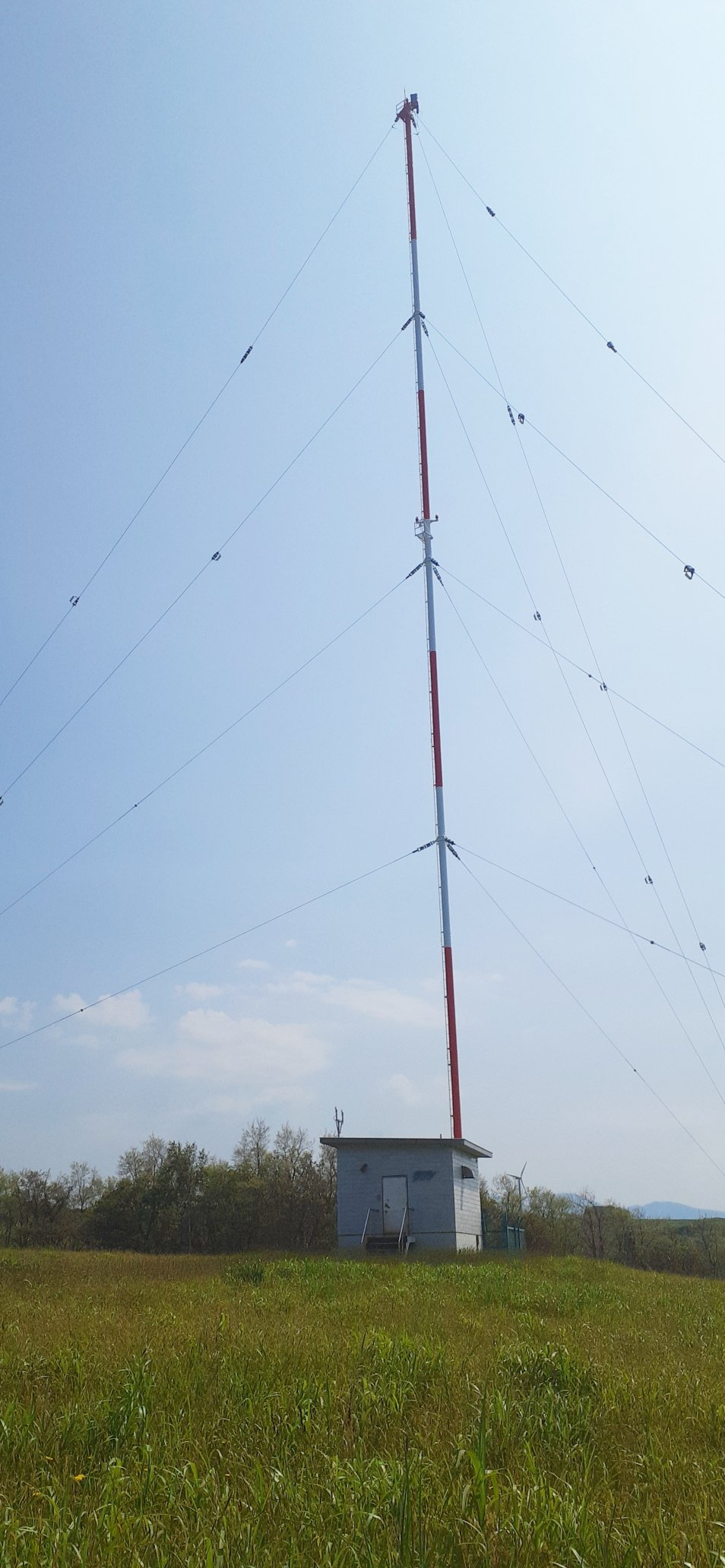
北海道留萌市にあるSTVラジオの中継局

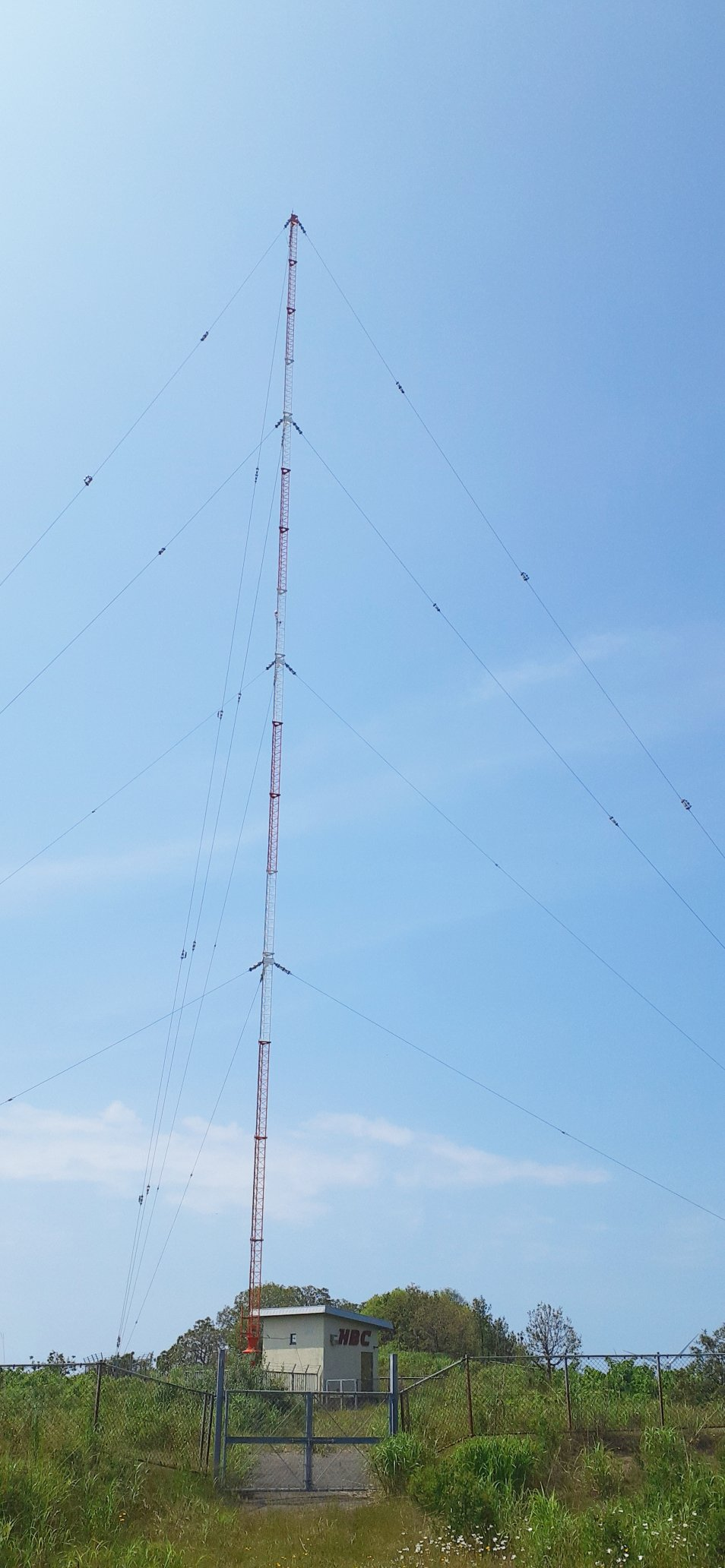
北海道留萌市にあるHBCラジオの中継局

留萌ラジオ中継局（るもいラジオちゅうけいきょく）は、北海道留萌市にあるNHK旭川放送局、北海道放送、STVラジオの中波放送中継局の総称。

## 概要
- 留萌管内南部へ電波を発射している。留萌管内中部は、遠別ラジオ中継局でカバーしている。
- FM局の詳細は留萌テレビ中継局で確認のこと。

## 中継局概要
| 周波数  | 放送局名    | 呼出符号 | 空中線 電力 | 放送対象地域                         | 放送区域 内世帯数 | 運用開始日      |
| ------- | ----------- | -------- | ----------- | ------------------------------------ | ----------------- | --------------- |
| 1161kHz | NHK 旭川第1 | （なし） | 100W        | 道北圏 （上川・留萌・ 宗谷・北空知） | -                 | 1945年 3月30日  |
| 1197kHz | STVラジオ   | （なし） | 100W        | 北海道                               | -                 | 1984年 10月3日  |
| 1359kHz | NHK 旭川第2 | （なし） | 100W        | 全国放送                             | -                 | 1955年 11月23日 |
| 1557kHz | 北海道放送  | JOHS     | 100W        | 北海道                               | -                 | 1984年 10月3日  |

- NHKの中継放送局は、1945年3月30日、太平洋戦争開戦に伴う電波管制によって悪化した受信状態を改善するため、留萌臨時放送所として開設された（第1放送のみ）。太平洋戦争終了後の1945年10月26日、留萌中継放送所と改称され、1946年9月1日、呼出符号がJOIK4に決定、1948年7月1日にはJOIXに変更された[2]。1955年11月23日には第2放送の中継局が開設され、呼出符号JOCIが割り当てられた[3]。呼出符号はいずれも1967年11月1日に廃止された。
- STVラジオの施設の維持管理は、親会社の札幌テレビ放送が、引き続き担当している。

### 中継局所在地
- NHK…北海道留萌市沖見町二丁目
- HBC…北海道留萌市塩見町
- STV…北海道留萌市浜中町